# Ligne Kodomonokuni
La ligne Kodomonokuni (こどもの国線, Kodomonokuni-sen), est une courte ligne ferroviaire à Yokohama au Japon appartenant à Yokohama Minatomirai Railway mais exploitée par Tōkyū. Elle relie la gare de Nagatsuta à celle de Kodomonokuni, là où se trouve le parc Kodomonokuni.

## Histoire
La ligne a été ouverte en 1967 pour desservir le parc Kodomonokuni ouvert deux ans auparavant. La ligne appartenait alors à la Children's Land Association (社会福祉法人こどもの国協会, Shakai Fukushi Hōjin Kodomonokuni Kyōkai). Elle a été vendue à la Yokohama Minatomirai Railway le 1er août 1997. La gare d'Onda a ouvert en 2000.

## Liste des gares
| Numéro | Gare         | Nom japonais | Distance (km) | Correspondances                         | Localisation | Localisation |
| ------ | ------------ | ------------ | ------------- | --------------------------------------- | ------------ | ------------ |
| KD01   | Nagatsuta    | 長津田       | 0             | Tōkyū : Den-en-toshi JR East : Yokohama | Midori       | Yokohama     |
| KD02   | Onda (ja)    | 恩田         | 1,8           |                                         | Aoba         | Yokohama     |
| KD03   | Kodomonokuni | こどもの国   | 3,4           |                                         | Aoba         | Yokohama     |

## Matériel roulant
La ligne est uniquement parcourue par des trains de série Y000.

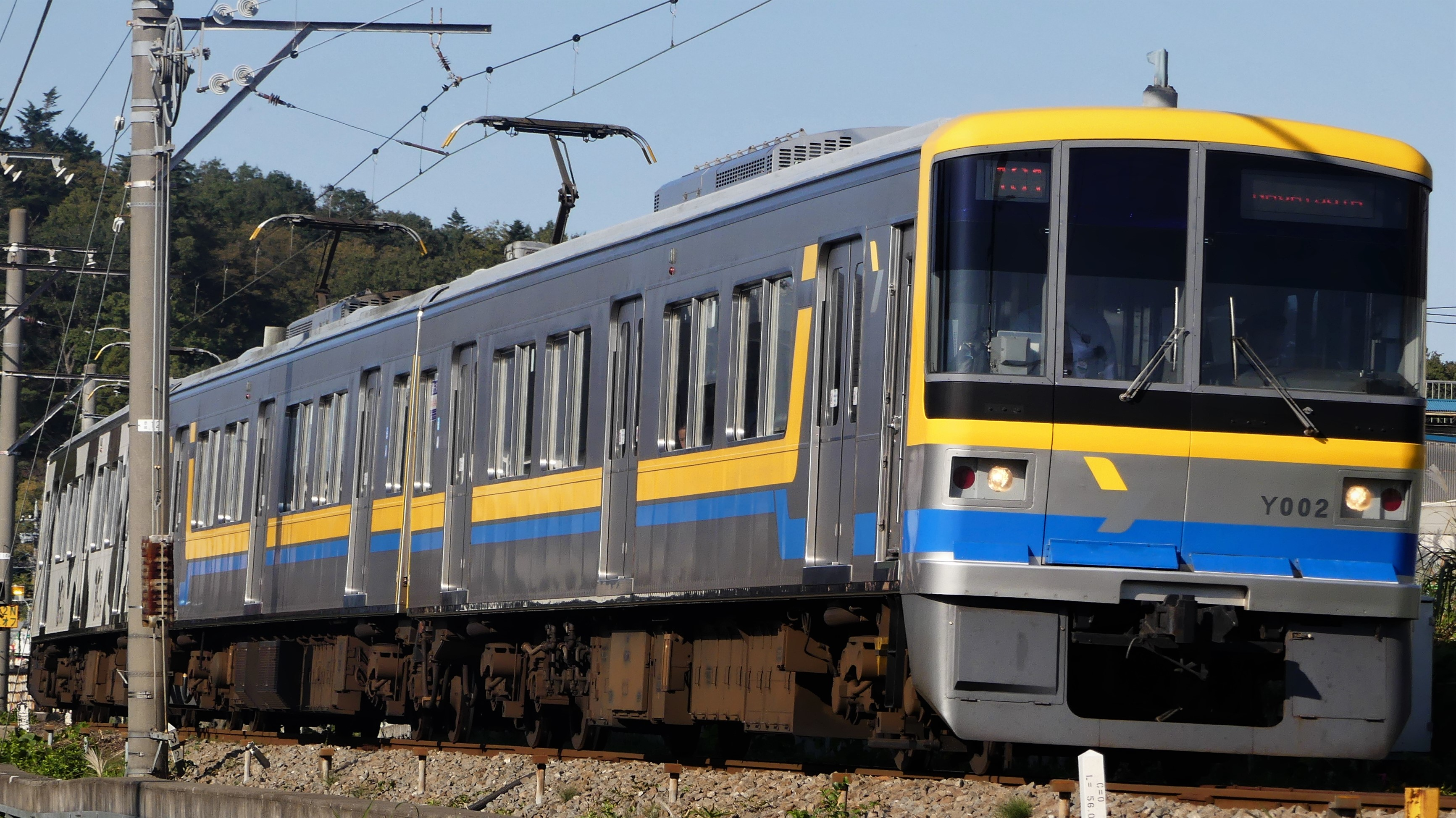
Yokohama Minatomirai Railway série Y000